# Ljachivci (okres Užhorod)
Ljachivci, česky Lehovce, ukrajinsky Ляхівці, maďarsky Lehóc, je část obce Chudlovo, v územní komunitě Seredné, v okrese Užhorod v Zakarpatské oblasti Ukrajiny.

## Historie
První písemná zmínka o vsi pochází z roku 1407. Do uzavření Trianonské smlouvy byla součástí Uherska, poté byla součástí Československa. V období let 1939 až 1944 byla okupována Maďarskem. Od roku 1945 byla součástí Ukrajinské sovětské socialistické republiky, která byla součástí Sovětského svazu; nakonec od roku 1991 je součástí samostatné Ukrajiny.